# Genc Mulliqi
Genc Mulliqi (Fier, 21 de enero de 1966 es un escultor, ceramista y pintor albanés, profesor de la academia y director de la Galería Nacional en Tirana.

## Datos biográficos
Alumno de la academia de Bellas Artes de Tirana, se licencia en la especialidad de escultura en el año 1988.
Completa su formación en Alemania (cerámica raku y vidrio) y en Londres (escultura y grabado)
A partir de 1990 participa en exposiciones a nivel nacional e internacional.
Ha expuesto en Albania, Bélgica, Holanda(Ámsterdam), Alemania, Inglaterra (Londres), Italia (Bolonia , Albisola,  Florencia y Varigotti).
En España participó en la Bienal Europea de Cerámica de Manises en 1995.
Dedicado a la docencia en la Academia de Bellas Artes de Tirana, también es director de la Galería Nacional.

## Obras
Dentro de la disciplina escultórica, Genc Mulliqi realiza piezas en cerámica de gran formato. Son reconocibles las series de cabezas modeladas y con acabados de pátinas variadas.
En el terreno de la pintura se mueve dentro del abstracto, con grandes superficies geométricas de colores planos.
No se haya sujeto a los materiales, por lo que su obra resulta vibrante y multicolor, de reminiscencias minimalistas.
Ha trabajado también con piezas fundiciones en bronce.